# U-League
Die U-League ist eine Nachwuchsliga im südkoreanischen Fußball. Sie wurde 2008 gegründet und umfasst Universitätsmannschaften.

## Geschichte
Die U-League wurde 2008 gegründet. Sie ist die höchste Nachwuchsliga in Südkorea.

### Anzahl der Mannschaften
- 2008: 10 Mannschaften
- 2009: 22 Mannschaften
- 2010: 67 Mannschaften
- 2011: 70 Mannschaften
- 2012: 72 Mannschaften
- 2013: 76 Mannschaften
- 2014: 77 Mannschaften
- 2015: 78 Mannschaften
- 2016: 79 Mannschaften
- 2017: 85 Mannschaften

### Meistertitel
| Mannschaft                 | Titel | Jahr(e)    | Vizemeister |
| -------------------------- | ----- | ---------- | ----------- |
| Yonsei University          | 2     | 2010, 2012 | -           |
| Kyunghee University        | 1     | 2008       | 1 2010      |
| Hongik University          | 1     | 2011       | 1 2013      |
| Dankook University         | 1     | 2009       | 1 2014      |
| Yeungnam University        | 1     | 2013       | -           |
| Kwangwoon University       | 1     | 2014       | -           |
| Yongin University          | 1     | 2015       | -           |
| Korea University           | 1     | 2016       | -           |
| Sungkyunkwan University    | 0     | -          | 1 2015      |
| Konkuk University          | 0     | -          | 1 2012      |
| University of Ulsan        | 0     | -          | 1 2011      |
| Jeonju University          | 0     | -          | 1 2009      |
| Hanyang University         | 0     | -          | 1 2008      |
| Gangwon Songho Universität | 0     | -          | 1 2016      |